# Cora (razzo)
Cora era un razzo vettore sperimentale a due stadi sviluppato in Francia negli anni sessanta per testare il secondo e il terzo stadio del lanciatore  Europa sviluppato dall'ELDO, ente predecessore dell'attuale Agenzia Spaziale Europea.
Il razzo Cora era composto da un primo stadio Coralie di fabbricazione francese, un secondo stadio Astris di fabbricazione tedesca e una carenatura di carico utile di fabbricazione italiana destinata a contenere il satellite. Nella versione Cora 1 era attivo solo il primo stadio, mentre nella versione Cora 2 (mai testata) avrebbero dovuto essere attivi entrambi gli stadi. 
È stata testata solo la versione Cora 1, di cui sono stati effettuati tre lanci. Gli altri tre lanci previsti, che avrebbero dovuto essere effettuati con la versione Cora 2, sono stati cancellati per passare direttamente ai test del razzo Europa. Non essendo stati effettuati tutti i test previsti per il razzo Cora, non è stato possibile scoprire in anticipo i problemi che hanno poi interessato gli stadi superiori del lanciatore Europa, il cui programma alla fine ha dovuto essere annullato.

## Lanci effettuati
- Il 27 novembre 1966 fu effettuato il primo lancio dal poligono missilistico di Hammaguir, nell'Algeria francese. Il controllo del vettore fu perso dopo 62 secondi dal lancio, con il razzo che raggiunse un’altezza di 10 km. È stato considerato un successo parziale.
- Il 18 dicembre 1966 ebbe luogo il secondo lancio da Hammaguir. Il razzo raggiunse un’altezza di 55 km e il lancio fu considerato un successo.
- Il 25 ottobre 1967, fu effettuato il terzo lancio dal poligono di Biscarrosse, in Nuova Aquitania. Dopo il lancio si verificò un guasto a causa di un problema di cablaggio e il razzo raggiunse un’altezza di 10 km, per cui fu considerato un fallimento.[1][2][3]